# Ladenbergia undata
Ladenbergia undata är en måreväxtart som beskrevs av Johann Friedrich Klotzsch. Ladenbergia undata ingår i släktet Ladenbergia och familjen måreväxter. Inga underarter finns listade i Catalogue of Life.